# Сент-Боніфашис (Міннесота)
Сент-Боніфашис (англ. Saint Bonifacius; St. Bonifacius) — місто (англ. city) в окрузі Ганнепін, штат Міннесота, США. Населення — 2283 особи (2010).

## Географія
Сент-Боніфашис розташований за координатами 44°54′18″ пн. ш. 93°44′53″ зх. д. / 44.90500° пн. ш. 93.74806° зх. д. (44.905060, -93.748176).  За даними Бюро перепису населення США в 2010 році місто мало площу 2,75 км², з яких 2,74 км² — суходіл та 0,01 км² — водні об'єкти.
Кадастр Сент-Боніфашис повністю оточений (тобто є анклавом) кадастром міста Міннетриста.

## Демографія
Згідно з переписом 2010 року, у місті мешкали 2283 особи в 863 домогосподарствах у складі 624 родин. Густота населення становила 829 осіб/км².  Було 912 помешкання (331/км²).
Расовий склад населення:
| - 94,2 % — білих - 1,9 % — чорних або афроамериканців - 1,8 % — азіатів - 0,1 % — вихідців з тихоокеанських островів - 0,1 % — корінних американців |

До двох чи більше рас належало 1,4 %. Частка іспаномовних становила 3,2 % від усіх жителів.
За віковим діапазоном населення розподілялося таким чином: 28,9 % — особи молодші 18 років, 62,6 % — особи у віці 18—64 років, 8,5 % — особи у віці 65 років та старші. Медіана віку мешканця становила 36,2 року. На 100 осіб жіночої статі у місті припадало 103,8 чоловіків;  на 100 жінок у віці від 18 років та старших — 102,7 чоловіків також старших 18 років.
Середній дохід на одне домашнє господарство  становив 92 155 доларів США (медіана — 82 891), а середній дохід на одну сім'ю — 99 348 доларів (медіана — 91 033). Медіана доходів становила 63 417 доларів для чоловіків та 55 625 доларів для жінок. За межею бідності перебувало 5,3 % осіб, у тому числі 3,0 % дітей у віці до 18 років та 2,2 % осіб у віці 65 років та старших.
Цивільне працевлаштоване населення становило 1309 осіб. Основні галузі зайнятості: виробництво — 16,3 %, освіта, охорона здоров'я та соціальна допомога — 16,0 %, будівництво — 13,3 %, роздрібна торгівля — 11,5 %.

## Галерея

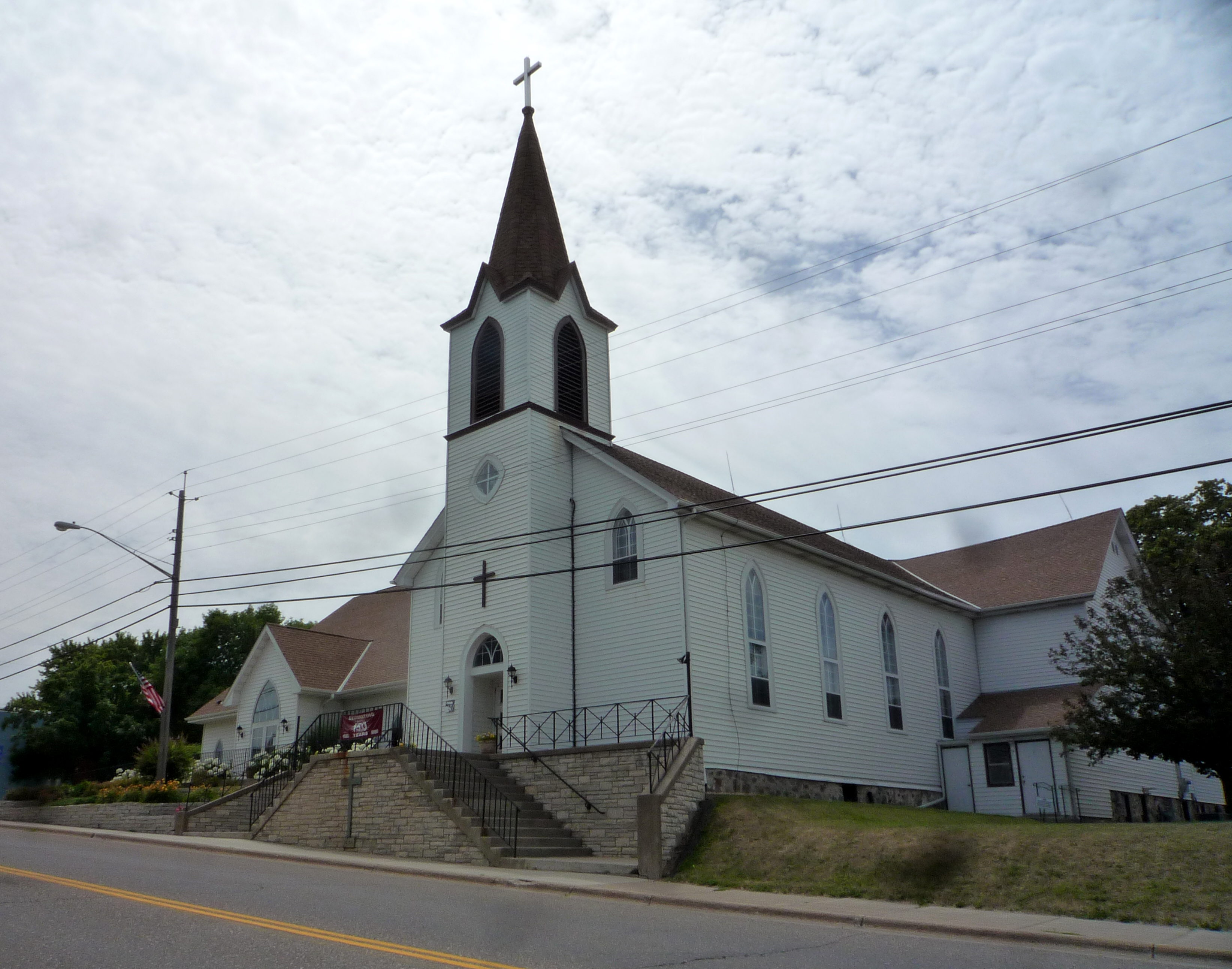
Католицька церква святого Боніфація, XIX  століття
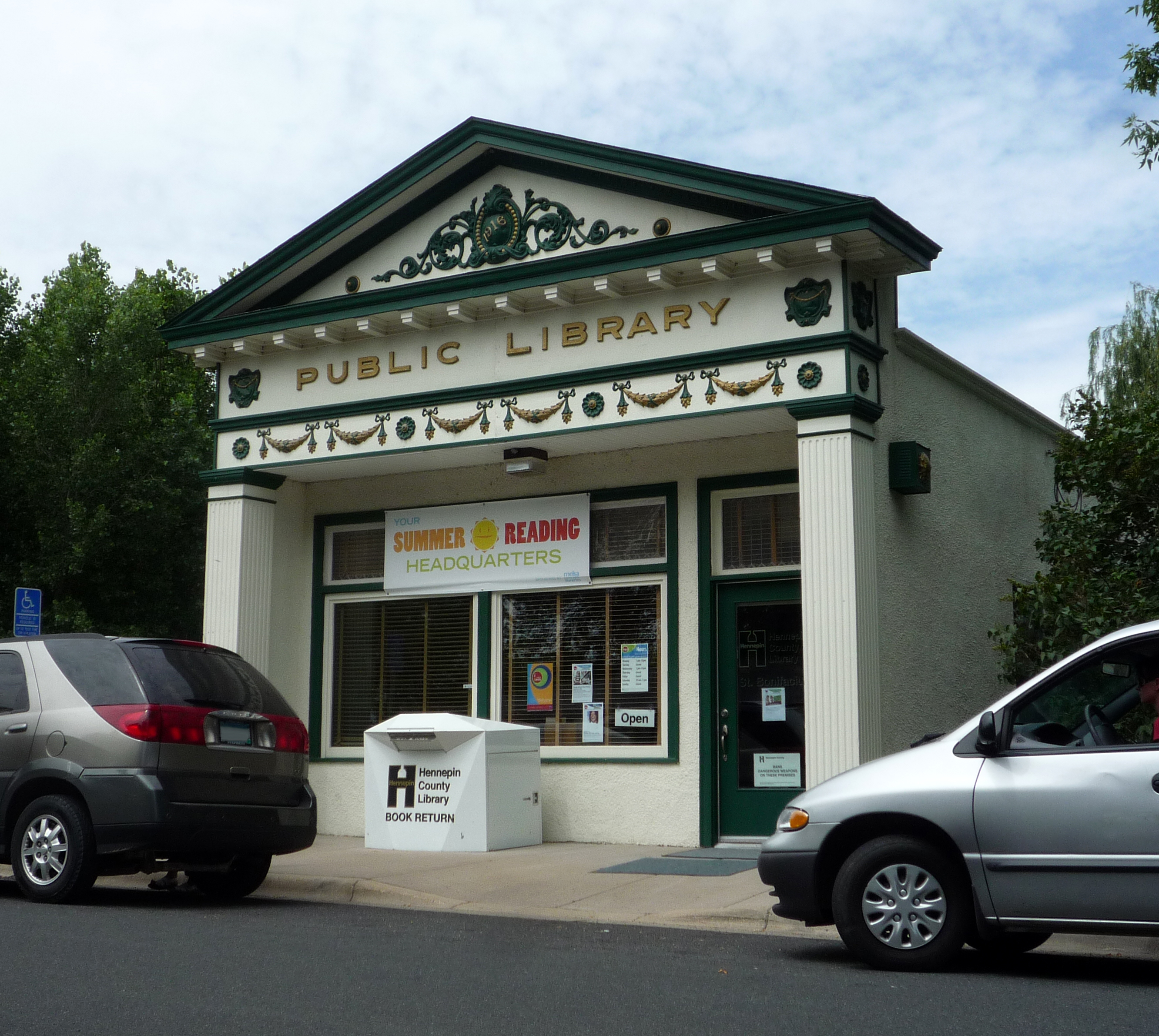
міська публічна бібліотека